# Australische longvis
De Australische longvis (Neoceratodus forsteri) is een longvis.

## Kenmerken
Deze vissen hebben een brede en zware romp met een geleidelijk versmalde staartvin. De gepaarde vinnen zijn peddelvormig en niet draadvormig. Rug- en aarsvin lopen vloeiend over in de staartvin. Deze soort kan 180 cm worden met een gewicht tot 45 kg. De gespecialiseerde zwemblaas wordt gebruikt als enkelvoudige long, waarmee het dier zuurstof opneemt als hij naar het wateroppervlak moet komen om lucht te happen. Als het water zuurstofarm is, kan het dier niet meer ademen via zijn kieuwen.

## Leefwijze
Het leeft van kleine visjes, kikkers, kikkervisjes en slakken, die tussen stevige tandplaten worden vermalen. Door veranderingen in het ecosysteem zijn ze bedreigd.

## Verspreiding en leefgebied
Deze zoetwatervis komt voor in Australië, met name in het zuidoosten van Queensland.

## De ogen
Onderzoek uit 2007 heeft aangetoond dat de Australische longvis vier soorten kegeltjes in het oog heeft, en daarmee meer kleuren kan zien dan bijvoorbeeld mensen, die drie soorten kegeltjes hebben.